# 天山棱子芹
天山棱子芹（学名：Pleurospermum lindleyanum）为伞形科棱子芹属的植物。分布于中国大陆的新疆等地，生长于海拔4,000米的地区，多生长在山坡草地，目前尚未由人工引种栽培。